# Euphorbia kirkii
Euphorbia kirkii är en törelväxtart som först beskrevs av Nicholas Edward Brown, och fick sitt nu gällande namn av Peter Vincent Bruyns. Euphorbia kirkii ingår i släktet törlar, och familjen törelväxter. Inga underarter finns listade i Catalogue of Life.

## Bildgalleri

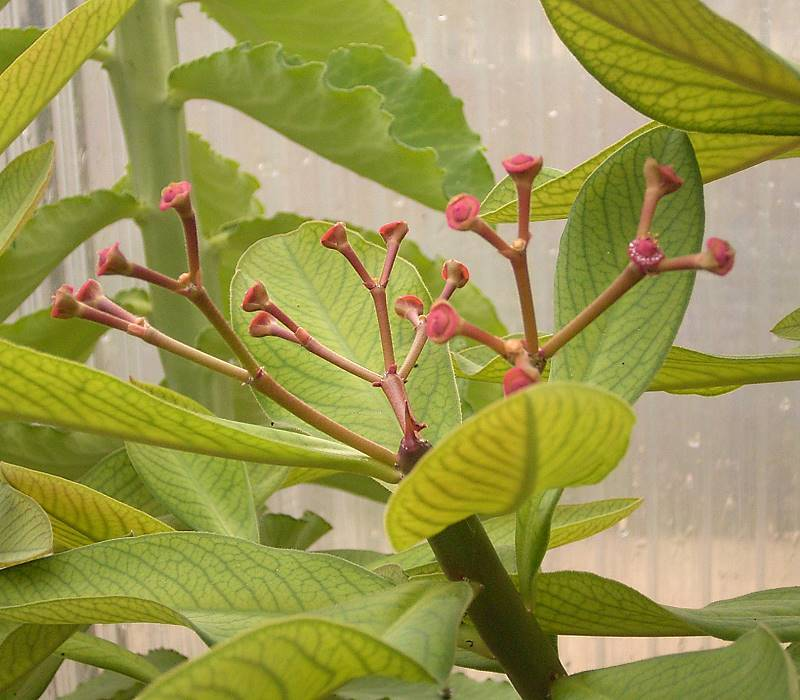
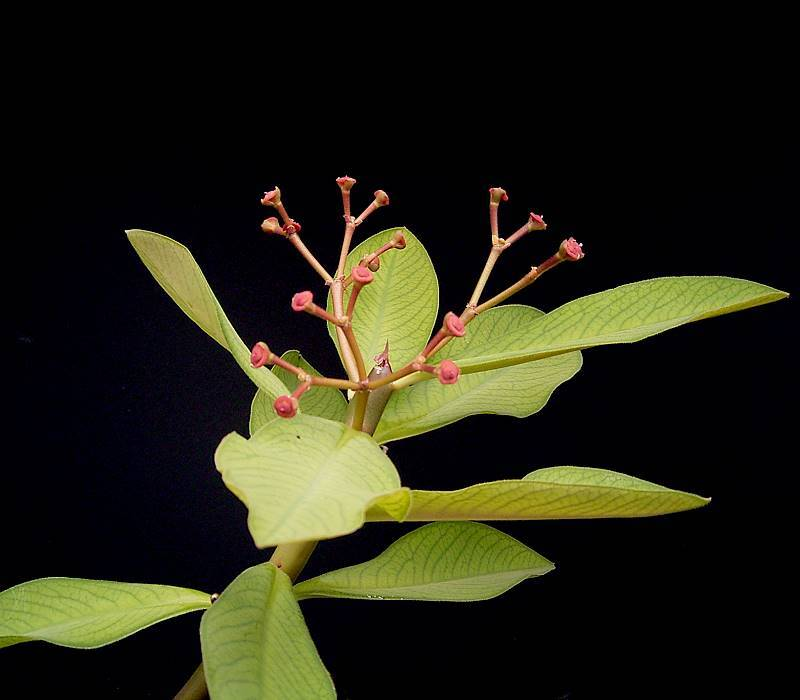